# Поляков, Владимир Васильевич (легкоатлет)
Влади́мир Васи́льевич Поляко́в (род. 9 августа 1935, Алексин, Тульская область) — советский легкоатлет, специалист по прыжкам в высоту. Выступал за сборную СССР по лёгкой атлетике во второй половине 1950-х годов, чемпион СССР 1956 года, победитель Спартакиады народов СССР, участник летних Олимпийских игр в Мельбурне. Преподаватель кафедры физического воспитания МФТИ.

## Биография
Владимир Поляков родился 9 августа 1935 года в городе Алексине Тульской области. Занимался лёгкой атлетикой в Москве, неоднократно становился чемпионом и рекордсменом Москвы в прыжках в высоту. Личный рекорд — 2,07 метра.
Наивысшего успеха в своей спортивной карьере добился в сезоне 1956 года, когда в прыжках в высоту с результатом в 2 метра ровно одержал победу на чемпионате страны в рамках Первой летней Спартакиады народов СССР в Москве, где превзошёл таких известных прыгунов как Игорь Кашкаров и Владимир Ситкин. Благодаря этой победе удостоился права защищать честь страны на летних Олимпийских играх в Мельбурне — на предварительном квалификационном этапе начал своё выступление с высоты в 1,92 метра, но не смог её взять и в финал не вышел.
После мельбурнской Олимпиады Поляков ещё в течение некоторого времени оставался действующим спортсменом и продолжал принимать участие в турнирах всесоюзного значения. Так, в 1957 году он прыгнул на 2 метра ровно на чемпионате СССР в Москве, став бронзовым призёром позади киевлянина Владимира Ситкина и ленинградца Юрия Степанова.
С 1962 года работал преподавателем на кафедре физического воспитания и спорта в Московском физико-техническом институте, одновременно с этим с 1965 года в течение многих лет возглавлял спортивно-оздоровительный лагерь при институте в Пестово. Опубликовал 9 научных работ, как тренер подготовил нескольких мастеров спорта по лёгкой атлетике (среди них — Юрий Плешко, Александр Громов, Станислав Цырлин, Алексей Иванов и другие).